# Catedral de San José (Macapá)
La Catedral de San José (en portugués: Catedral São José) es el nombre que recibe un edificio religioso que pertenece a la iglesia católica y funciona como la catedral de la ciudad de Macapá al norte del país sudamericano de Brasil.
Es la iglesia madre de diócesis de Macapá (Dioecesis Macapensis) que fue creada como prelatura territorial en 1949 mediante la bula "Unius Apostolicae del papa Pío XII y a elevada a su actual estatus en 1980 en el pontificado de Juan Pablo II.
La presente estructura fue inaugurada el 19 de marzo de 2006, en la fiesta de San José, patrono de la ciudad de Macapá, Estado de Amapá. Las obras se iniciaron en el año 1996 a través de la ayuda financiera de las administraciones, las empresas estatales y las donaciones de los fieles católicos.